# Labeotropheus
Labeotropheus là một chi cá cichlidae đặc hữu của hồ Malawi ở miền đông châu Phi. Nó bao gồm ít nhất hai loài, một loài có một số phụ loài..

## Các loài
- Labeotropheus fuelleborni Ahl, 1926.
- Labeotropheus trewavasae Fryer, 1956.